# Till I Die
Singles de Chris Brown, Wiz Khalifa & Big Sean
Sweet Love
(2012) Don't Wake Me Up
(2012)
Till I Die est une chanson de Chris Brown et le troisième single de son cinquième album studio, Fortune. Il est en featuring avec Wiz Khalifa et Big Sean.